# Månsbyn
Månsbyn är en bebyggelse i Kalix kommun, Norrbottens län. Orten är avgränsad till en småort där norra delen utbröts 2023 med namnet Månsbyn norr.

## Historia
Laxfiske bedrevs länge i byn.

### Minnesskylt
År 2009 var det 200 år sedan Finland separerades från Sverige och det uppmärksammades under ett regeringsprojekt kallat Märkesåret 1809. Med anledning av detta var en rysk, finsk och svensk delegation på plats i Kalix. I samband med detta avtäcktes en minnesskylt i Månsbyn där fredsavtalet mellan Ryssland och Sverige undertecknades år 1809.

### Befolkningsutveckling
År 1990 räknande SCB orten som ett område på 42 hektar med 120 invånare.

## Personer från orten
Konstnären och fotografen Didrik von Essen var född där 1856.
I samband med att artisten Månz Zelmerlöv år 2017 hade en spelning på Sommarfesten i Kalix så utnämndes han till hedersmedborgare i byn.